# Patagon

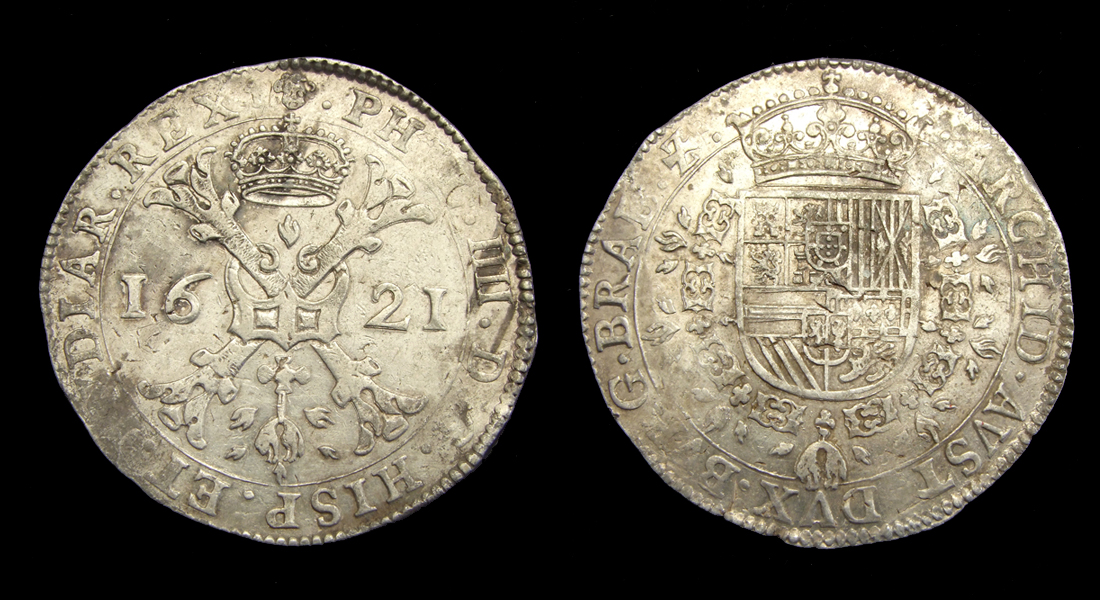
Patagon, geslagen onder Filips IV in Brussel, 1621.

De patagon, pat(t)acon of Albertusdaalder is een munt die in de Lage Landen in 1612 werd geïntroduceerd onder het bewind van de aartshertogen Albrecht en Isabella (1598-1621) en werd voor het laatst geslagen in 1711 onder de Spaanse troonpretendent Karel III (1703-1711) in Antwerpen.
Naast een nieuwe reeks goudmunten, gebaseerd op de soeverein, verscheen ook een reeks zilvermunten. Deze reeks zilveren munten kreeg al spoedig de benaming “patagon” waarbij 1 patagon een waarde had van 48 stuivers. Die bevatte zo'n 24,65 g zuiver zilver, tegen de huidige koers (oktober 2020) een 15 €.  Naast de hele patagons zijn er ook dubbele, ½, ¼, ⅛ patagons. Deze reeks werd later nog aangevuld met een zestiende patagon . 
Op de voorzijde staat een gekroond stokkenkruis met in het midden de vuurslag en het Gulden Vlies. De keerzijde toont het gekroonde Bourgondische wapen, omhangen met de ketting van het Gulden Vlies. 
Deze munten werden niet alleen in de Lage Landen gewaardeerd om hun kwaliteit, gehalte, ontwerp en afwerking, maar werden ook in Oost-Europa en Rusland een gewild betaalmiddel. De patagon werd, samen met andere Nederlandse en Duitse zware zilveren munten, officieel toegelaten tot de Russische circulatie door deze van twee kloppen te voorzien (jefimok).
De naam patacon werd ook verder gebruikt als versieringsmunten/ornamenten die waarmee in de 16de-19de eeuw feestelijke broden versierd werden. Deze werden vervaardigd uit pijpaarde, een witte kleisoort en waren 2 tot 15 cm groot. Ze bevatten afbeeldingen van bloemen, fleur de lys, etc. Ook waren er grotere hoofden van bijvoorbeeld soldaten om de broden feestelijker te maken. 

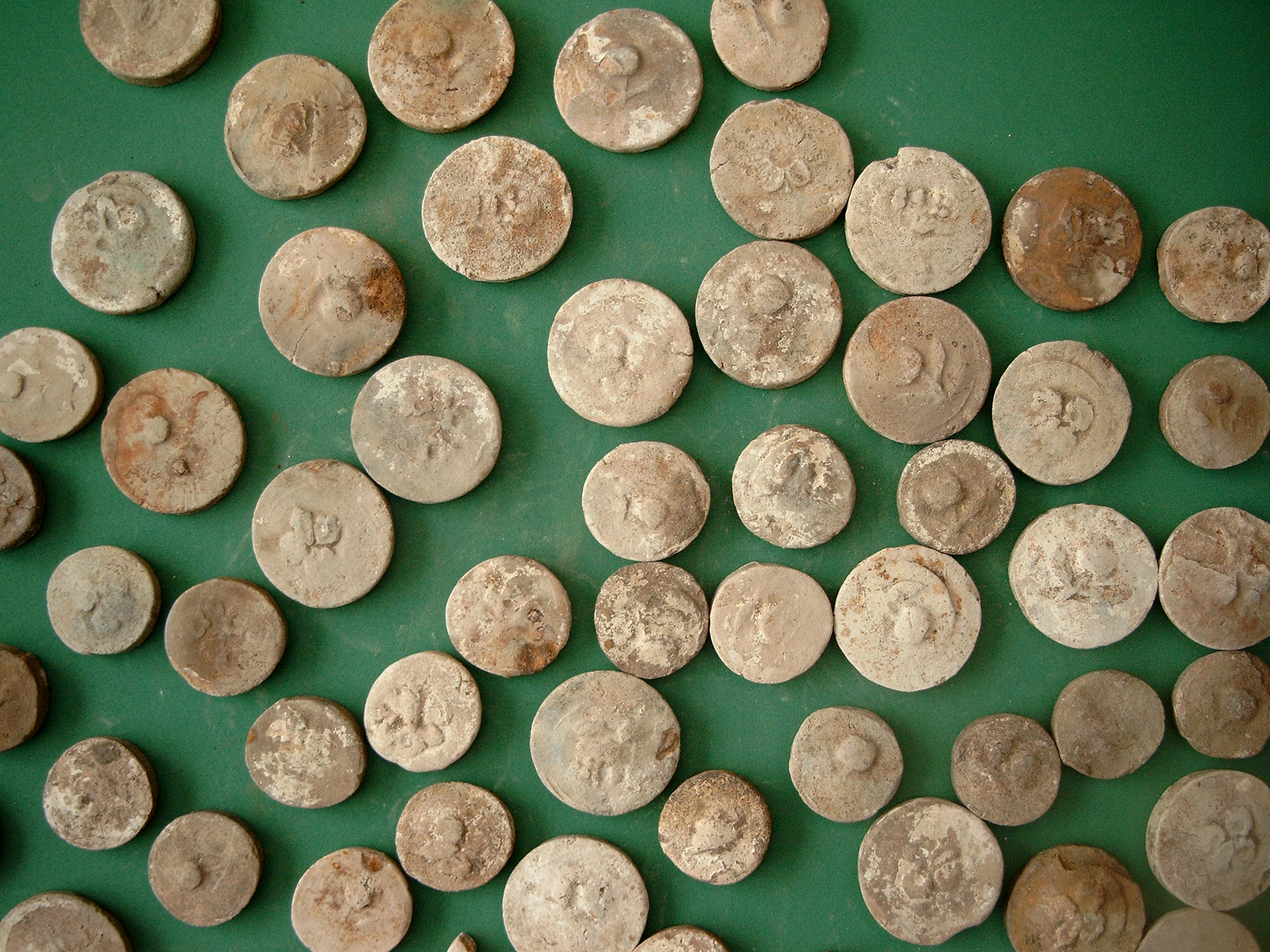
Collectie patacons gevonden te Menen in 2005 in een waterput van een woning uit 1755.